# Balzan FC
Balzan Football Club (obecně známý jako Balzan) je maltský fotbalový klub sídlící v Balzanu. Soutěží v Maltese Premier League, nejvyšší úrovni maltského fotbalu.
Klub byl založen roku 1920, ale nikdy se nedočkal velkých úspěchů. V sezóně 2006/07 Balzan vyhrál play-off do Maltese Second Division, když ve finále porazil Birzebbugia St. Peter's rozdílem 2:0. V sezóně 2007/08 byl klub velmi blízko postupu do Maltese First Division. Tým skončil v základní části se stejným bodovým ziskem jako s San Gwann FC a Rabat Ajax FC (rozhodovalo se kdo dal více gólů v základní části). V play-off do Maltese First Division prohrál Balzan s Rabatem 3:0 a tímhle výsledkem zůstal v Maltese Second Division. V sezoně 2008/09 Balzan vyhrál základní část a postoupil do Maltese First Division.

## Trofeje
- Maltský Pohár (1×)[1]
  - 2018/19